# Paciforchestia klawei
Paciforchestia klawei is een vlokreeftensoort uit de familie van de Talitridae. De wetenschappelijke naam van de soort is voor het eerst geldig gepubliceerd in 1961 door Bousfield.